# St. Maria (Birkenfeld)

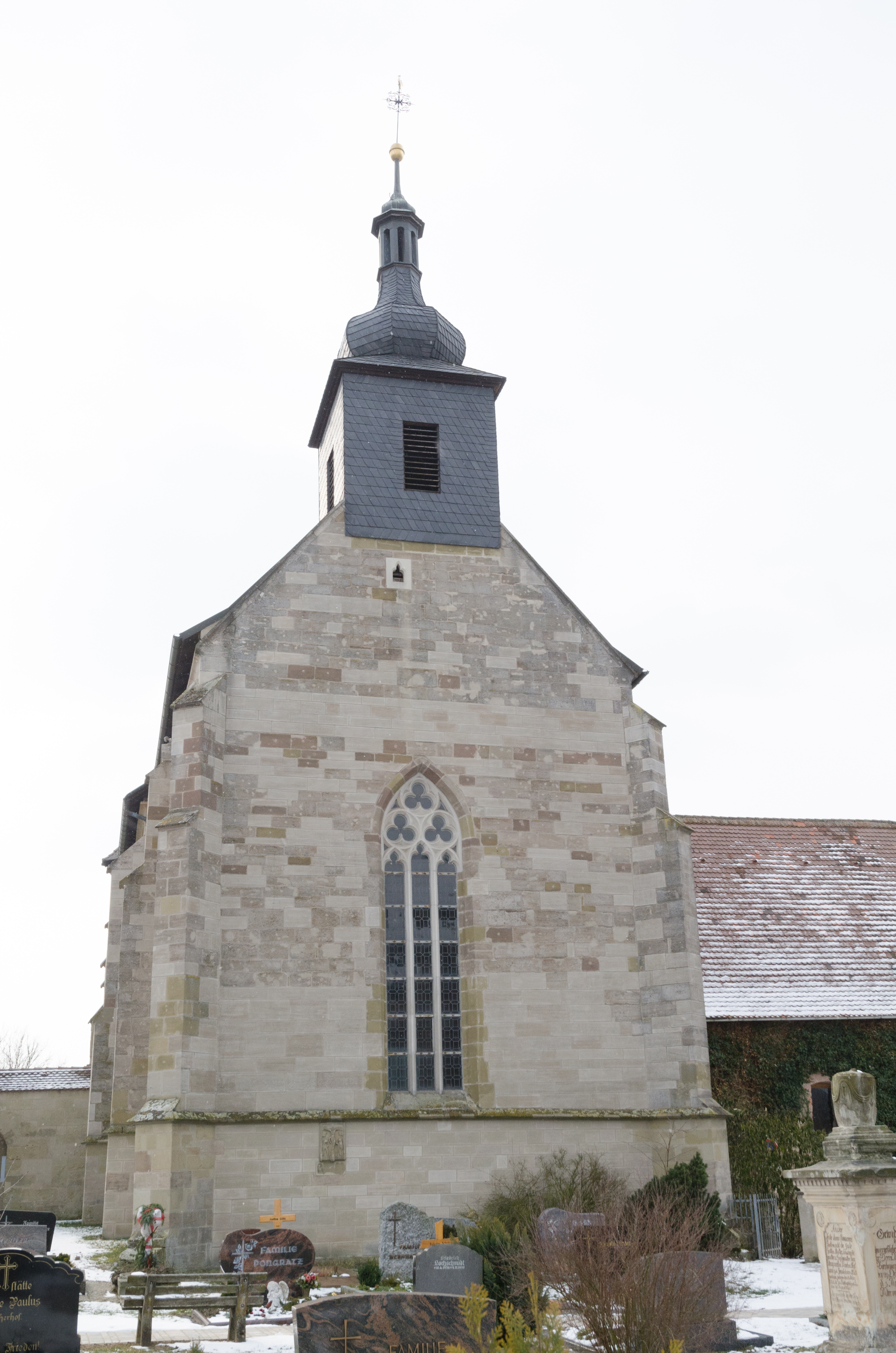
St. Maria (Birkenfeld)

Die evangelische Filialkirche St. Maria, die ehemalige Kirche des Klosters Birkenfeld, ist ein denkmalgeschütztes Kirchengebäude, das im Gemeindeteil Birkenfeld der Kreisstadt Neustadt an der Aisch im Landkreis Neustadt an der Aisch-Bad Windsheim (Mittelfranken, Bayern) steht. Das Bauwerk ist unter der Denkmalnummer D-5-75-153-123 als Baudenkmal in die Bayerische Denkmalliste eingetragen. Die Kirchengemeinde ist eine Filiale von Schauerheim und gehört zum Dekanat Neustadt an der Aisch im Kirchenkreis Nürnberg der Evangelisch-Lutherischen Kirche in Bayern.

## Geschichte und Architektur
Wie alle Kirchen der Zisterzienser ist auch die Birkenfelder Klosterkirche Maria geweiht. An der Südseite der Klosteranlage wurde sie als erstes errichtet und ist vom Aufbau her eine typische Zisterzienser-Nonnenkriche mit Chor, Laienkirche (Langhaus), Unterkirche (Krypta) und Nonnenempore.
Die lang gestreckte, einschiffige Klosterkirche erstreckt sich in Ost-West-Richtung und wurde in drei Bauabschnitten erbaut. Im ersten Bauabschnitt wurde der Chor errichtet. Im zweiten Bauabschnitt folgten dann das gesamte Langhaus der Kirche.
Die heutige Kirche stammt im aus Quadermauerwerk errichteten Kern aus der ersten Hälfte des 14. Jahrhunderts. Nach der Zerstörung im Dreißigjährigen Krieg wurde sie 1694 wieder aufgebaut. Aus dem Satteldach des Langhauses über zwei Achsen, das von Strebepfeilern gestützt wird, erhebt sich im Osten ein quadratischer, schiefergedeckter, mit einer Welschen Haube bedeckter Dachreiter, der den Glockenstuhl beherbergt. Der Innenraum ist mit einer Flachdecke überspannt.

### Unterkirche
Die Unter- oder Gruftkirche lag einige Stufen tiefer als die Laienkirche und war durch eine Wand dorthin hin abgetrennt. Aus der Unterkirche führt ein Tor in den Innenhof, in dem sich früher der überdachte, vermutlich hölzerne Kreuzgang befand.  Vom Ende des 17. bis ins letzte Drittel des 20. Jhd. wurde die Unterkirche als Pferdestall für das markgräfliche Gestüt sowie als Unterstand für landwirtschaftliches Gerät genutzt.

## Ausstattung
Nach den Verwüstungen des Dreißigjährigen Krieges wurde im Jahr 1694 die Kirche als Ev.-luth. Filialkirche wieder geweiht. Die Ausstattung des Langhauses, das Chorgestühl sowie die durchbrochene Holzwand stammen ebenso aus der Mitte des 18. Zur Kirchenausstattung gehört ein um 1760 gebauter Kanzelaltar. Die Orgel mit 19 Registern, zwei Manualen und einem Pedal wurde 1998 von der Orgelbau Sandtner errichtet.